# Stazione di Musashi-Itsukaichi
La stazione di Musashi-Itsukaichi (武蔵五日市駅?, Musashi-Itsukaichi-eki) è una stazione ferroviaria all'interno dell'area metropolitana di Tokyo situata nella città di Akiruno, ed è capolinea della linea Itsukaichi. In origine la stazione si chiamava stazione di Itsukaichi (五日市駅?, Itsukaichi-eki), ma dopo solo un mese dall'apertura, ottenne il nome attuale.

## Linee
JR East
■ Linea Itsukaichi

## Struttura
La stazione è costituita da un marciapiede a isola con due binari passanti su viadotto. In origine la linea Itsukaichi proseguiva a ovest, verso la stazione di Ōguno, ma a seguito della soppressione della tratta, di fatto questa è una stazione di testa. Il fabbricato viaggiatori si trova al piano sottostante quello del ferro, e vi è collegato da scale fisse, mobili e ascensori.
| 1-2 | ■ Linea Itsukaichi | per Akigawa, Haijima, Tachikawa, Shinjuku e Tokyo |

## Stazioni adiacenti
| «                | Servizio         | »                |
| Linea Itsukaichi | Linea Itsukaichi | Linea Itsukaichi |
| ---------------- | ---------------- | ---------------- |
| Musashi-Masuko   | Tutti i treni    | Capolinea        |